# James Howard Meredith

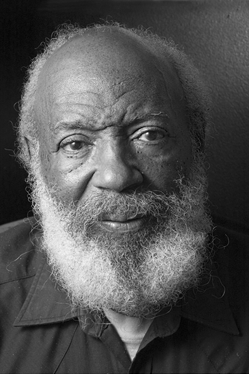
James Meredith im Jahr 2007

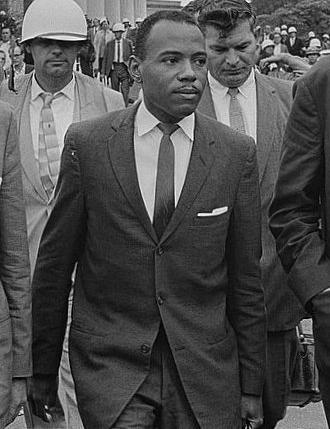
James Meredith im Oktober 1962 in Begleitung von US-Marshals auf dem Weg zur Universität

James Howard Meredith (* 25. Juni 1933 in Kosciusko, Mississippi) ist ein US-amerikanischer Bürgerrechtler. Er war der erste afro-amerikanische Student an der University of Mississippi.

## Bis 1962
Meredith wurde als Sohn eines Choctaw und einer Afroamerikanerin geboren. Nach der High School trat er in die United States Air Force ein und diente hier von 1951 bis 1960. Danach studierte er für zwei Jahre am Jackson State College in Jackson (Mississippi). Zwei Bewerbungen an der University of Mississippi wurden abgelehnt.

## Student an der Universität von Mississippi
Am 1. Oktober 1962 wurde Meredith der erste dunkelhäutige Student an der Ole Miss. Seine Einschreibung, die Gouverneur Ross R. Barnett verhindern wollte, führte zu Gewalt auf dem Oxford-Campus. US-Präsident John F. Kennedy entsandte Bundestruppen und US-Marshals an die Universität. Während der Gewaltausbrüche starben zwei Menschen, darunter der französische Journalist Paul Guihard. 48 Soldaten und 30 US-Marshals wurden verwundet. Barnett wurde zu einer Geldbuße von 10.000 US-Dollar und einer Gefängnisstrafe verurteilt, aber beide Strafen wurden von einem Berufungsgericht aufgehoben.
Meredith graduierte an der Universität am 18. August 1963 in Geschichte und setzte sein Studium an der University of Ibadan in Nigeria fort. Er erwarb 1968 an der Columbia University den Abschluss als Bachelor of Laws und wurde Aktienhändler.

## Bürgerrechtaktivitäten
1966 führte er den March Against Fear von Memphis (Tennessee) nach Jackson (Mississippi) an und wurde am 6. Juni jenes Jahres vom Heckenschützen Aubrey James Norvell verwundet. Jack R. Thornell, der Fotograf, der Meredith nach seiner Verwundung aufgenommen hatte, gewann 1967 den Pulitzer Prize for Photography. Meredith veröffentlichte 1966 seine Memoiren; später veröffentlichte er noch weitere Bücher im Selbstverlag.
In einem Interview mit CNN sagte er später:

“I was engaged in a war. I considered myself engaged in a war from Day One. And my objective was to force the federal government – the Kennedy administration at that time – into a position where they would have to use the United States military force to enforce my rights as a citizen.”

„Ich habe in einem Krieg gekämpft. Ich habe mich selbst vom ersten Tag an in einem Krieg gesehen. Und mein Ziel war es, die Bundesregierung, damals unter Kennedy, in eine Position zu zwingen, aus der heraus sie das US-Militär einsetzen musste, um meine Rechte als Bürger durchzusetzen.“

## Politische Aktivitäten
Meredith war aktiv für die Republikanische Partei tätig. Mehrere Jahre arbeitete er im Büro des US-Senators Jesse Helms, der in der Vergangenheit Rassentrennung als Position vertreten hatte. Auf die Kritik aus der Bürgerrechtsbewegung an dieser Tätigkeit gab er an, sich bei allen Senatoren beworben zu haben; einzig Helms aber hätte ihn angenommen.
Er unternahm einige Versuche, für die Republikanische Partei in den Kongress gewählt zu werden, und unterstützte die Kandidatur des früheren Ku-Klux-Klan-Mitglieds David Duke zum Gouverneur von Louisiana im Jahr 1991. Helms entließ ihn aufgrund der Verbindung zu diesem weithin bekannten Rechtsextremisten.

## Familie
Im Jahr 2002 war Meredith Inhaber eines Gebrauchtwagenhandels in Jackson. Sein Sohn, Joseph Meredith, schloss im gleichen Jahr sein Studium der Business Administration an der Universität von Mississippi als Jahrgangsbester ab.

## Ehrung
Eine Statue in der Universität erinnert an Meredith.